# 奥利弗·雷克
奥利弗·雷克（德語：Oliver Reck，1965年2月27日—）是一名退役德国足球运动员，司职门将。
在20年的职业生涯中曾代表不莱梅和沙尔克04一共出场500多次，包括471场德甲联赛。

## 球员生涯

### 俱乐部
雷克在1983-84赛季加入奥芬巴赫开始职业生涯。共出场18次，并随球队升入甲级。
1985年，雷克转会不莱梅，在效力的13个赛季中大部分时间担任稳定首发，并随球队夺得2次联赛冠军和1991–92年歐洲盃賽冠軍盃。
1998年，他转投沙尔克04。虽然此时他已经33岁，但仍代表该队出战112场比赛。在2002-03赛季成为弗朗克·羅斯特的替补后选择退役。

### 国家队
雷克惟一一次国家队出场是在1996年6月4日德国9-1大胜列支敦士登的友谊赛，后来随队获得1996年欧洲杯冠军，但没有出场。

## 教练生涯
退役后成为沙尔克04的守门员教练。2009年3月在費特·魯頓被解雇后与尤里·穆尔德和麦克·布斯肯斯共同担任代理主教练至赛季结束。

## 荣誉

### 俱乐部
- 欧洲优胜者杯: 1991–92
- 德甲联赛: 1987–88, 1992–93
- 德国足协杯: 1990–91, 1993–94, 2000–01, 2001–02; 1988–89, 1989–90亚军
- 德国联赛杯: 2001, 2002亚军

### 国家队
- 欧锦赛: 1996
- 奥运会: 铜牌 1988